# Karloman II. Francouzský
Karloman II. Francouzský (866 – 12. prosince 884 Les Andelys) byl západofranský král z dynastie Karlovců. Vládl mezi lety 879 a 884. Do roku 882 byla Západofranská říše rozdělena, v severní části vládl Karlomanův bratr Ludvík. Karloman byl synem Ludvíka II. a jeho první manželky Ansgardy.
Část šlechty jej, po smrti Karlomanova otce, prosazovala jako jediného krále. Nakonec ale byli zvoleni oba bratři (Ludvík III. a Karloman II.), kteří si vládu nad říší rozdělili. Ačkoliv existovaly pochybnosti o jejich legitimnosti (manželství jejich matky s Ludvíkem II. bylo anulováno), bratři získali všeobecné uznání a v březnu 880 si v Amiens rozdělili otcovu říši. Karloman II. tak obdržel jižní část státu, Burgundsko a Akvitánii.
Boso z Provence, bratr Richildy, manželky císaře Karla II. Holého, odvolal svou věrnost oběma bratrům a byl zvolen králem Provence. Ludvík III. s Karlomanem II. proti němu vytáhli v létě 880 a obsadili Mâcon a severní část Bosova území. Své síly spojili s vojsky Karla III. Tlustého a od srpna do listopadu neúspěšně obléhali Vienne.
V srpnu 882 se Karloman stal králem celé Západofranské říše poté, co jeho bratr Ludvík III. Francouzský zemřel bezdětný po pádu z koně. Situace království ale nebyla příliš dobrá, protože Vikingové pořádali neustále nájezdy a plenili pobřeží. A v Burgundsku vzniklo dokonce povstání feudálních pánů proti králi.
Karloman II. zemřel bezdětný nešťastnou náhodou při lovu 12. prosince 884. Na západofranském trůně ho vystřídal bratranec jeho otce, císař Karel III. Tlustý, který tak na krátkou dobu opět spojil celou Franskou říši v jeden celek.